# Parnaso de Além-Túmulo
Parnaso de Além-Túmulo é uma obra espírita. Trata-se de uma antologia de poemas escritos por Chico Xavier, cujos autores (atribuídos) são grandes nomes da língua portuguesa.
Constitui-se na primeira obra psicografada pelo então jovem médium brasileiro Francisco Cândido Xavier, lançada em 9 de julho de 1932 pela Federação Espírita Brasileira.
Esta primeira edição trazia sessenta poemas, assinados por nove poetas brasileiros, quatro portugueses e um anônimo. A partir da segunda edição, publicada em 1935, foram sendo gradualmente incorporados novos poemas à obra até à 6ª edição, publicada em 1955, quando fixou-se a quantidade de poemas em duzentos e cinquenta e nove, atribuídos a cinquenta e seis autores luso-brasileiros, entre renomados e anônimos.
O modelo da obra não era novidade, uma vez que a FEB já detinha os direitos de Do País da Luz, obra em quatro volumes, psicografada na primeira década do século XX pela mediunidade do português Fernando de Lacerda.
O responsável por unir os diversos poemas psicografados por Chico Xavier e lançar um livro de poesias foi Manuel Quintão, um ex-presidente da FEB que naquele momento desempenhava o cargo de dirigente na mesma instituição.

## Repercussão
Do mesmo modo que a reação obtida em Portugal quando da publicação original de Do País da Luz, Parnaso, por sua peculiaridade, suscitou rapidamente a reação de literatos e intelectuais brasileiros. Elogiando ou criticando seu conteúdo, membros da Academia Brasileira de Letras, poetas, críticos literários e até psiquiatras pronunciaram-se, à época, a respeito da obra, contribuindo em muito para a sua divulgação.
Essa obra até hoje causa polêmica, constituindo-se como um desafio à ciência e teoria da literatura, como produção de uma prova da reencarnação e/ou comunicação entre vivos e mortos, contrapondo-se, no plano da teoria da literatura às dificuldades da definição de criação e autoria, considerando também a qualidade da obra literária e o mérito da capacidade humana, mais especificamente da inteligência linguística, no domínio dos diversos estilos em referência tanto à personalidade como à época, na criação literária. É importante lembrar que Chico Xavier só estudou até a quarta série do Ensino Fundamental e na época do lançamento do livro, trabalhava das 7h ás 20h como caixeiro de um armazém em Pedro Leopoldo.
A referida publicação reúne 56 autores de diversas escolas literárias com estilística própria e distinta entre si. Entre os autores se incluem: os simbolistas Cruz e Sousa (1861–1898) e Alphonsus de Guimaraens (1870–1921), o simbolista/parnasiano Augusto dos Anjos (1884–1914); poetas românticos como Casimiro de Abreu (1839–1860), o estilo satírico de Artur Azevedo (1855–1908), o parnasianismo de Olavo Bilac (1865–1918), o realismo de Júlio Dinis (1839–1871), entre outros.

### Algumas opiniões positivas
O jornalista Manuel Quintão, prefaciando o livro, analisou: "Romantismo, Condoreirismo, Parnasianismo, Simbolismo, aí se ostentam em louçanias de sons e de cores, para afirmar não mais subjetiva, mas objetivamente, a sobrevivência de seus intérpretes. É ler Casimiro e reviver 'Primaveras'; é recitar Castro Alves e sentir 'Espumas Flutuantes'; é declamar Junqueiro e lembrar a 'Morte de D. João'; é frasear Augusto dos Anjos e evocar 'Eu'." 
O escritor Humberto de Campos, escreveu para o Jornal Diário Carioca: "Eu faltaria, entretanto, ao dever que me é imposto pela consciência, se não confessasse que, fazendo versos pelas penas do Sr. Francisco Cândido Xavier, os poetas de que ele é intérprete apresentam as mesmas características de inspiração e de expressão que os identificavam neste planeta. Os temas abordados são os que os preocuparam em vida. O gosto é o mesmo e o verso obedece, ordinariamente, à mesma pauta musical.  Frouxo e ingênuo em Casimiro de Abreu, largo e sonoro em Castro Alves, sarcástico e variado em Junqueiro, fúnebre e grave em Antero, filosófico e profundo em Augusto dos Anjos." (Humberto de Campos se referiu a primeira edição de "Parnaso de Além-Túmulo", é a partir da segunda edição que há um texto atribuído a ele "em espírito").
O escritor Zeferino Brasil escreveu numa crônica pública no jornal Correio do Povo: "Seja como for, o que é certo é que – ou as poesias em apreço são de fato dos autores citados e foram transmitidas do além ao médium que as psicografou, ou o Sr. Francisco Cândido Xavier é um poeta extraordinário, genial mesmo, capaz de produzir e imitar, assombrosamente, os maiores gênios da poesia universal... Em todas elas (nas poesias) se encontram patentes as belezas, o estilo, os arrojos, as imagens próprias, os defeitos, o ‘selo pessoal’, enfim, dos nomes gloriosos que as assinam e vivem imortais na história literária do Brasil e Portugal." 
O escritor Menotti del Picchia comentou: "Deve haver algo de divindade no fenômeno Francisco Cândido Xavier, o qual, sozinho, vale por toda uma literatura. É que o milagre de ressuscitar espiritualmente os mortos pela vivência obra psicográfica de inéditos poemas é prodígio
que somente pode acontecer na faixa do sobre-humano. Um psico-fisiologista veria nele um monstruoso computador imantado por múltiplas memórias. Um computador de almas e de estilos. O computador, porém, memoriza apenas o já feito. A fria mecânica não possui o dom criativo. Este dimana de Deus. Francisco Cândido Xavier  usa a centelha divina imanente em nós[...]"
O escritor Monteiro Lobato disse: "Se Chico Xavier produziu tudo aquilo por conta própria, então ele merece ocupar quantas cadeiras quiser na Academia Brasileira de Letras".
O escritor Mário Donato disse em entrevista ao jornal O Estado de S. Paulo: "Dei-me ao trabalho de examinar grande número de mensagens psicografadas por Chico Xavier e vários outros médiuns; e, francamente, como não posso admitir que um homem, por mais ilustrado que seja, consiga 'pastichar', tão magnificamente, autores como Humberto de Campos, Antero de Quental, Augusto dos Anjos, Guerra Junqueiro e, se não me engano, Victor Hugo e Napoleão Bonaparte, opto pela explicação sobrenatural, que não satisfaz minha consciência, é verdade, mas apazigua a minha humaníssima vaidade de literato[...] É milagre. Coisas assim não podem ser senão milagre, puro milagre. Há qualquer intervenção sobre-humana no fato; não porque o diz Chico Xavier, mas porque assim o exige nossa arrogância[...] Positivamente não aceito a autoria de Chico Xavier, e aceito a de Humberto, como a de Antero, Napoleão, Dumas e qualquer outro que, do lado de lá, tenha o mau gosto de praticar literatura. E creio que essa é a atitude mais humana, a mais condizente com a nossa falta de humildade. É milagre, e o milagre, não explicando nada, explica tudo. Pois se não admitirmos que o caso é milagroso, temos que levar o Chico Xavier à Academia Brasileira de Letras e, naturalmente, estamos mais dispostos a reconhecer-lhe amizades no Céu que direitos literários ao Petit Trianon".
O escritor Raimundo Magalhães Júnior disse em entrevista publicada pelo jornal A Noite: "Se Chico Xavier é um embusteiro, é um embusteiro de talento. Para um homem que fez apenas o curso primários, sua riqueza vocabular é surpreendente[...] Quem negar Chico Xavier como médium, estará fazendo o seu elogio como pastichador".
Na opinião do escritor João Batista Ribeiro de Andrade Fernandes sobre os poemas de Parnaso de Além-Túmulo, Chico Xavier "não atraiçoara poeta algum".
Alexandre Caroli Rocha defendeu sua tese de mestrado, "A poesia transcendente de Parnaso de Além-Túmulo", no Instituto de Estudos de Linguagem, na Unicamp (Campinas, SP), tendo sido aprovada. Neste trabalho, utilizando as ferramentas da Análise Literária, Rocha compara os poemas do Parnaso com as obras escritas pelos autores quando ainda encarnados. Segundo ele, "Quanto aos poemas que analisei, foi possível constatar que existe um extraordinário domínio, por parte de quem os concebeu, das particularidades poéticas dos escritores a quem são imputados"
Em sua análise sobre os sonetos de Olavo Bilac em "Parnaso de Além-Tumulo", Pereira, sob supervisão do Prof. Ronaldo Teixeira Martins  constatou pontos de intertextualidade entre os textos obtidos por mediunidade e a obra de Bilac, segundo esse autor, os dados obtidos apontam para uma grande proximidade estilística entre os textos, o que sugere identidade autoral, contudo, observa ele que o discurso do autor espiritual afasta-se em alguns pontos do discurso de Bilac quando vivo, o que supõe ser devido à ideologia espírita veiculada pelo Parnaso, a qual faz dele um livro de persuasão.

### Algumas opiniões negativas
Agripino Grieco escreveu para Diário da Noite: "Os livros póstumos, ou pretensamente póstumos, nada acrescentam à glória de Humberto de Campos, sendo mesmo bastante inferiores aos escritos em vida. Interessante: de todos os livros que conheço como sendo psicografados, escritos por intermédio de um médium, nenhum se equipara aos produzidos pelo escritor em vida."  Já no "Diário da Tarde" de 31 de julho de 1939, Agripino Grieco dizia: "O “médium” Francisco Xavier escreveu isto ao meu lado, celeremente, em papel rubricado por mim. A atenção que lhe dei e a leitura que fiz em voz alta dos trabalhos por ele apresentados, com as assinaturas de Augusto dos Anjos e Humberto de Campos, não importam em nenhuma espécie de adesão ao credo espírita, como fiz questão de esclarecer naquele momento. Sempre fui movido por sentimentos de catolicidade, graças à educação recebida na infância, mesmo sem ir a extremos de clericalismo radical. O meu livro “São Francisco de Assis e a Poesia Cristã” aí está a testemunhar quanto me merecem os grandes autores da Igreja. Mas o certo é que, como crítico literário, não pude deixar de impressionar-me com o que realmente existe do pensamento e da forma daqueles dois autores patrícios, nos versos de um, e na prosa de outro. Se é mistificação, parece-me muito bem conduzida. Tendo lido as paródias de Alberto Sorel, Paul Reboux e Charles Muller, julgo ser difícil (isso o digo com a maior lealdade) levar tão longe a técnica do “pastiche”. De qualquer modo, o assunto exige estudos mais detalhados, a que não me posso dar agora, nesta visita um tanto apressada à formosa terra de Minas". "Quem negar Chico como médium, está elogiando-o como pastichador".
Disse Raymundo de Magalhães Júnior: "Se Chico Xavier é um embusteiro, é um embusteiro de talento. Sua facilidade de imitar seria um dom especialíssimo, porque ele não imita apenas Antero de Quental, Olavo Bilac e Humberto de Campos, mas Alphonsus de Guimarães, Artur Azevedo, Antônio Nobre etc." "Quem ler durante 60 dias, noite e dia, dia e noite, apenas Euclides da Cunha, escreverá no estilo de Euclides sem notável esforço, sem fazer uma ginástica mental muito dura".
João Dornas Filho, a respeito de Olavo Bilac: "Esse homem que em vida nunca assinou um verso imperfeito, depois de morto teria ditado ao Sr. Xavier sonetos interinos abaixo de medíocres, cheios de versos mal medidos, mal rimados e, sobretudo, numa língua que Bilac absolutamente não escrevia!" 
O jornalista Osório Borba escreveu: "Levo anos e anos pesquisando. Catei inúmeros defeitos de várias espécies, essenciais ou de forma. A conclusão de minha perícia é totalmente negativa. Aqueles escritos 'mediúnicos', por quem quer que conheça alguma coisa de poesia ou literatura, não podem ser tidos como de autoria dos grandes poetas e escritores a quem são atribuídos. Autores de linguagem impecável em vida aparecem 'assinando' coisas imperfeitíssimas como linguagem e técnica poética. Os poetas 'desencarnados' se repetem e se parodiam, a todo o momento, nos trabalhos que lhes atribuem 'mediunicamente'. Por exemplo, Antero de Quental plagiando (!) em ideia e até em detalhes, literalmente um soneto de Augusto dos Anjos. Tudo isso está exaustivamente documentado, através de um sem número de citações e confrontos." / "As pessoas que se impressionam pela 'semelhança' dos escritos 'mediúnicos' de Chico Xavier com os deixados pelos seus indigitados autores, ou são inteiramente leigas sem maior discernimento em matéria de literatura, ou deixaram-se levar ligeiramente por uma primeira impressão. Se examinarem corretamente a literatura psicográfica verão que tal semelhança é de pastiche, mais precisamente, de caricatura. O pensamento das psicografias (de Chico Xavier) é absolutamente indigno do pensamento dos autores a quem são imputados, e a forma em geral e a técnica poética, ainda piores. E há inúmeros casos de paródia e repetição de temas, frases inteiras, versos, além dos plágios. Por exemplo, Bilac aparece com sonetos verdadeiramente reles, e incorretos, pensamento primário, péssima linguagem, péssima técnica poética, que qualquer ‘Caixa de Malho’ recusaria. De Augusto dos Anjos, os poemas ‘mediúnicos’ repetem assuntos, pensamentos, versos e frases. Etc.”.
Leo Gilson Ribeiro para a revista Realidade: “Uma coisa é clara: quando o ‘espírito’ sobe, sua qualidade desce. É inconcebível que grandes criadores de nossa língua, depois da morte fiquem por aí gargarejando o tatibitate espírita”.
No programa Pinga-Fogo, o jornalista João de Scantimburgo objetou a Chico Xavier: “Eu insisto que sua escrita automática deve ser um produto mais do inconsciente do senhor, do que de mediunidade. Na França foi publicada uma coleção de livros com o título genérico ‘A maneira de...’ em que algumas pessoas fazem a imitação de vários autores. Se o senhor ler, não distinguirá ainda que tenha profundo conhecimento do estilo do autor imitado. E trata-se de uma imitação consciente. O senhor não imita autores dirigidos pelo inconsciente?" / Ora, quando se trata de conteúdo... Insistiu o jornalista citado: “Além de jornalismo, eu também tenho a carreira de Filosofia. E não foram psicografados conteúdos tão complexos como a obra (à maneira de) Platão, a de Aristóteles, a de Santo Agostinho, a de Santo Tomás de Aquino, a de Descartes, a de Kant, e a de outros filósofos e pensadores. Não seria por causa da dificuldade de psicografar essas obras?”.